# Love Profusion
Love Profusion – czwarty singel pochodzący z dziewiątego studyjnego albumu Madonny American Life. Utwór został stworzony oraz wyprodukowany przez Madonnę i Mirwaisa Ahmadzaï, którego głos można również usłyszeć na tle śpiewu piosenkarki.
Madonna nie wykonała piosenki podczas występów promocyjnych ani na żadnej ze swoich tras koncertowych. Ćwiczyła ją przed rozpoczęciem Re-Invention w 2004, jednak ostatecznie została ona usunięta z setlisty.

## Lista utworów i formaty singla
Promo CD-Singel
1. Love Profusion – 3:39

Niemiecki 2-ścieżkowy CD-Singel
1. Love Profusion (Album Version) – 03:35
2. Love Profusion (Headcleanr Rock Mix) – 03:16

Europejski 3-ścieżkowy CD-Singel
1. Love Profusion (Album Version) – 03:35
2. Nothing Fails (Radio Edit) – 03:45
3. Love Profusion (Passengerz Club Mix) – 07:01

Europejski i Australijski 3-ścieżkowy CD-Singel
1. Love Profusion (Album Version) – 03:48
2. Love Profusion (Ralphi Rosario House Vocal Mix) – 06:02
3. Nobody Knows Me (Above And Beyond 12" Mix) – 08:46

7-ścieżkowy CD-Maxi Singel
1. Love Profusion (Blow-Up Mix) – 08:09
2. Love Profusion (The Passengerz Club Profusion) – 09:35
3. Love Profusion (Ralphi Rosario House Vocal Extended) – 07:29
4. Love Profusion (Craig J.'s "Good Vibe" Mix) – 07:14
5. Love Profusion (Ralphi Rosario Big Room Vox Extended) – 09:58
6. Love Profusion (Ralphi Rosario Big Room Dub) – 08:57
7. Nothing Fails (Peter's Lost In Space Mix) – 08:39

## Teledysk
Wideoklip do piosenki został wyreżyserowany przez Luca Bessona. Teledysk nakręcono we wrześniu 2003 roku w Warner Bros. Studios w Burbank w Kalifornii i EuropaCorp w Paryżu we Francji. Jego premiera odbyła się w listopadzie. Ujęcia Madonny zostały nakręcone na blue i green boksie, następnie wzbogacono je komputerowo o fantastyczny świat rafy koralowej oraz miasta, które ulega zniszczeniu. Madonna pojawia się na zmianę w obu sceneriach.
W taki sam sposób jak teledysk została wcześniej zrealizowana również reklama dla Estee Lauder, w której jako podkładu użyto fragmentu utworu Love Profusion.

## Listy sprzedaży
| Kraj              | Najwyższa pozycja | Sprzedaż |
| ----------------- | ----------------- | -------- |
| Australia         | 25                | 8 000    |
| Europa            | 41                | -        |
| Francja           | 25                | 50 000   |
| Hiszpania         | 1                 | -        |
| Irlandia          | 22                | -        |
| Szwajcaria        | 31                | -        |
| Stany Zjednoczone | -                 | 26 000   |
| Wielka Brytania   | 11                | 30 000   |
| Włochy            | 5                 | 15 000   |